# Жетыарал
Жетыарал (каз. Жетіарал, до 1992 г. — Комсомол) — аул в Тарбагатайском районе Восточно-Казахстанской области Казахстана. Административный центр Жетыаральского сельского округа. Код КАТО — 635841100.

## Население
В 1999 году население аула составляло 2023 человека (1013 мужчин и 1010 женщин). По данным переписи 2009 года, в ауле проживал 1391 человек (725 мужчин и 666 женщин).